# Chris Brown (piosenkarz)
Chris Brown, właśc. Christopher Maurice Brown (ur. 5 maja 1989 w Tappahannock) – amerykański piosenkarz R&B.

## Życiorys

### Wczesne lata
Urodził się w niewielkim mieście Tappahannock w stanie Wirginia jako syn Joyce Hawkins, byłej dyrektorki przedszkola, i Clintona Browna, funkcjonariusza służby więziennej w miejscowym więzieniu. Ma starszą siostrę Lytrell Bundy, która pracuje w banku. Muzyka była zawsze obecna w życiu Browna, począwszy od jego dzieciństwa. Słuchał albumów soulowych, które posiadali jego rodzice i w końcu zaczął interesować się sceną hip-hopową. 
Brown nauczył się śpiewać i tańczyć w młodym wieku, a jego inspiracją stał się Michael Jackson. Zaczął występować w swoim chórze kościelnym i na kilku lokalnych pokazach talentów. Kiedy naśladował wykonanie Ushera „My Way”, jego matka rozpoznała jego talent wokalny i zaczęła szukać okazji do zawarcia kontraktu płytowego. W tym samym czasie Brown borykał się z problemami osobistymi. Jego rodzice rozwiedli się, gdy jego matka doświadczyła przemocy domowej. Przez większość dzieciństwa był wychowywany przez matkę i jej partnera. Uczęszczał do Essex High School w stanie Wirginii.

### Kariera

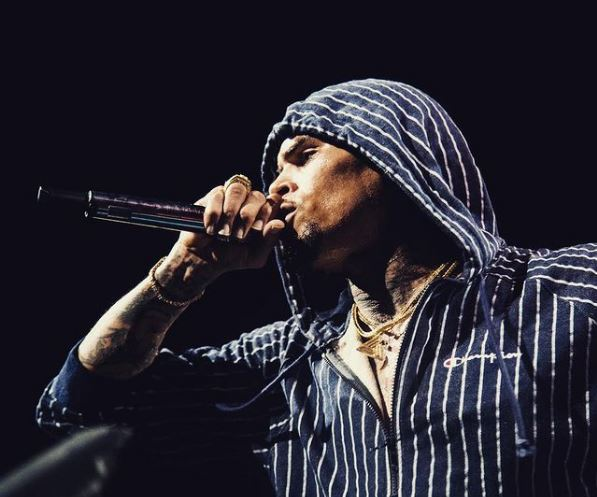
Chris Brown, podczas występu w 2017

Mając 13 lat, wraz z matką zaczął kontaktować się z wytwórniami muzycznymi, a już pod koniec 2004 opuścił szkołę, by zająć się nagrywaniem debiutanckiego albumu dla Jive Records. Debiutancki solowy album Chris Brown wydany 29 listopada 2005 przyniósł wokaliście popularność, a sama płyta uzyskała status podwójnej platyny. Promocyjny singiel Run It! debiutował na pierwszym miejscu listy przebojów. Po sukcesie albumu Chris Brown powrócił do nauki, by ukończyć college.
Drugi album Exclusive ukazał się 6 listopada 2007, sprzedając się w nakładzie ponad 2 mln kopii. Singiel Kiss Kiss z gościnnym udziałem T-Paina zajął pierwsze miejsce na liście przebojów. W 2008 magazyn Billboard przyznał mu nagrodę wykonawcy roku. W tym czasie nawiązał współpracę m.in. z raperem o pseudonimie Nas oraz Ludacrisem.
W latach 2009–2017 ukazało się sześć solowych albumów wokalisty. W tym czasie współpracował z wieloma artystami, wśród których znaleźli się m.in. Nicki Minaj, Akon, Benny Benassi, Brandy, Busta Rhymes, Justin Bieber, Kevin McCall, Lil Wayne, Tyga oraz Usher.

## Życie prywatne
W latach 2008–2009 spotykał się z barbadoską piosenkarką Rihanną, którą poznał trzy lata wcześniej na jednej z imprez muzycznych. 8 lutego 2009 miał z nią wystąpić podczas rozdania nagród Grammy w Los Angeles, jednak do tego nie doszło. Następnego dnia światowe media obiegły zdjęcia Rihanny pobitej przez Browna. Sąd skazał Browna za pobicie i stosowane pod adresem Rihanny groźby karalne, na pięć lat pozbawienia wolności w zawieszeniu oraz 180 dni prac społecznych. Para wróciła do siebie na kilka miesięcy na przełomie 2012/2013, pojawiając się publicznie na 55. ceremonii wręczenia nagród Grammy w 2013.
Z nieformalnego związku z Nią Guzman ma córkę Royalty (ur. 2014). Z modelką Ammiką Harris ma syna Aeko Catori (ur. 2019). Ze związku z Diamond Brown ma córkę Lovely Symphani (ur. 2022).
W lipcu 2018 został aresztowany przez policję po koncercie w West Palm Beach pod zarzutem dokonania pobicia w nocnym klubie w Tampie – po wpłaceniu kaucji został wypuszczony.

## Dyskografia

### Albumy studyjne
- 2005: Chris Brown
- 2007: Exclusive
- 2009: Graffiti
- 2011: F.A.M.E.
- 2012: Fortune
- 2014: X
- 2015: Royalty
- 2017: Heartbreak On A Full Moon
- 2019: Indigo
- 2022: Breezy
- 2023: 11:11

### Współpraca
- 2015: Fan of a Fan: The Album (Chris Brown & Tyga)

## Filmografia
- 2006: Życie na fali (The O.C.) jako Will Tutt (gościnnie)
- 2007: Krok do sławy (Stomp The Yard) jako Duron, brat głównego bohatera
- 2007: Te święta (This Christmas) jako Michael ‘Baby’ Whitfield
- 2008: Nie ma to jak hotel (The Suite Life of Zack and Cody) jako on sam
- 2010: Chętni na kasę jako Jesse Attica
- 2010: Phenom
- 2012: Think Like A Man
- 2013: Battle of the year